# إليوت وايتهاوس
إليوت وايتهاوس (27 أكتوبر 1993 في المملكة المتحدة - ) (بالإنجليزية: Elliott Whitehouse) هو لاعب كرة قدم بريطاني في مركز الوسط. لعب مع شيفيلد يونايتد وغريمسبي تاون ونادي يورك سيتي ونوتس كاونتي والفرتون تاون ‏ ولينكولن سيتي أف سي ونونيتون بورو ‏ وإف سي هاليفاكس تاون.

## وصلات خارجية
- إليوت وايتهاوس على موقع قاعدة بيانات كرة القدم.إي يو (الإنجليزية)
- إليوت وايتهاوس على موقع Soccerbase.com (لاعب) (الإنجليزية)
- إليوت وايتهاوس على موقع Soccerway.com (الإنجليزية)